# Бобровчек
Бобровчек (слч. Bobrovček) насељено је мјесто са административним статусом сеоске општине (слч. obec) у округу Липтовски Микулаш, у Жилинском крају, Словачка Република.

## Становништво
| Година:    | 1994. | 2004.    | 2014. | 2024.    |
| ---------- | ----- | -------- | ----- | -------- |
| Број људи: | 232   | 200      | 176   | 158      |
| Разлика:   |       | -13,79 % | -12 % | -10,22 % |

| Година:    | 2023. | 2024.   |
| ---------- | ----- | ------- |
| Број људи: | 165   | 158     |
| Разлика:   |       | -4,24 % |

Према подацима о броју становника из 2011. године насеље је имало 175 становника.